# Limeux (Cher)
Limeux település Franciaországban, Cher megyében. Lakosainak száma 171 fő (2022. január 1.). Limeux Cerbois, Lazenay, Plou és Preuilly községekkel határos.

## Népesség
A település népessége az elmúlt években az alábbi módon változott:
| Lakosok száma | 163  | 133  | 158  | 148  | 156  | 159  | 162  | 165  | 168  | 171  |
|               | 1968 | 1982 | 1990 | 2006 | 2013 | 2015 | 2017 | 2019 | 2020 | 2022 |